# 張婧婧
張婧婧（1975年—），中國福建省古田縣人，當代著名女陶藝家。1996年畢業於福建景德鎮陶瓷大學美術系，1999年獲得碩士學位，師從陶藝教育家秦錫麟，2005年畢業于澳大利亞南澳大學藝術與設計學院。為現代陶瓷藝術學院派青花代表人物、陶瓷產品設計師。現任景德鎮陶瓷大學教授、碩士研究生導師、科技藝術學院副院長及國際學院院長，江西美術家協會理事，2018年當選第十三屆全國人大代表。

## 陶瓷作品
- 秋韻[4]
- 弧系列
- 青花釉里紅系列
- 青花清風瓷瓶[5]

## 著作
- 時尚陶藝飾配件[6]

## 外部連結
- 張婧婧陶瓷藝術官網 （页面存档备份，存于）
- 張婧婧陶瓷工作室
- “學院符構 上善風物”－記當代學院派陶瓷藝術作品邀請展 （页面存档备份，存于）
- 陶瓷藝術家設計師論壇探尋千年瓷都的魅力 （页面存档备份，存于）